# Steve Rash
Steve Rash is een Amerikaans filmregisseur, vooral bekend van films als The Buddy Holly Story, Can't Buy Me Love, Queens Logic, Bring It On: All or Nothing en Bring It On: In It to Win It.

## Biografie
Rash debuteerde in 1978 met The Buddy Holly Story, een film over het leven en de carrière van rockzanger Buddy Holly, die in 1979 een Oscar won voor beste soundtrack.
In 1981 draaide hij Under the Rainbow, die twintig miljoen dollar kostte maar aan de kassa slechts acht miljoen wist op te halen. Professionele critici gaven de film een score van 0% op Rotten Tomatoes en de film werd genomineerd voor twee Razzie Awards.
In 1991 regisseerde hij John Malkovich en Joe Mantegna in Queens Logic. In 1996 koos hij Whoopi Goldberg voor Eddie. Ook deze film sleepte een Razzie-nominatie in de wacht.
In 2004 maakte hij de animatiefilm Zenon: Z3 voor Disney Channel. Sinds 2005 is hij actief in direct-naar-video en maakte hij enkele sequels op andere succesvolle films, waaronder American Pie Presents: Band Camp en Bring It On: All or Nothing.

## Filmografie
- 1978: The Buddy Holly Story
- 1981: Under the Rainbow
- 1986: Vanishing America (direct-naar-video)
- 1987: Can't Buy Me Love
- 1991: Queens Logic
- 1993: Son in Law
- 1996: Eddie
- 1999: Held Up
- 2001: Good Advice
- 2004: Zenon: Z3 (televisiefilm)
- 2005: American Pie Presents: Band Camp (direct-naar-video)
- 2006: Bring It On: All or Nothing (direct-naar-video)
- 2007: Bring It On: In It to Win It (direct-naar-video)
- 2009: Road Trip: Beer Pong (direct-naar-video)
- 2012: Crooked Arrows